# 巴镇 (上加龙省)
巴镇（法語：Bax）是法国上加龙省的一个市镇，属于米雷区和欧特里沃县（Auterive）。该市镇总面积5.99平方公里，2009年时的人口为81人。

## 人口
巴镇人口变化图示